# Parkhotel Richmond

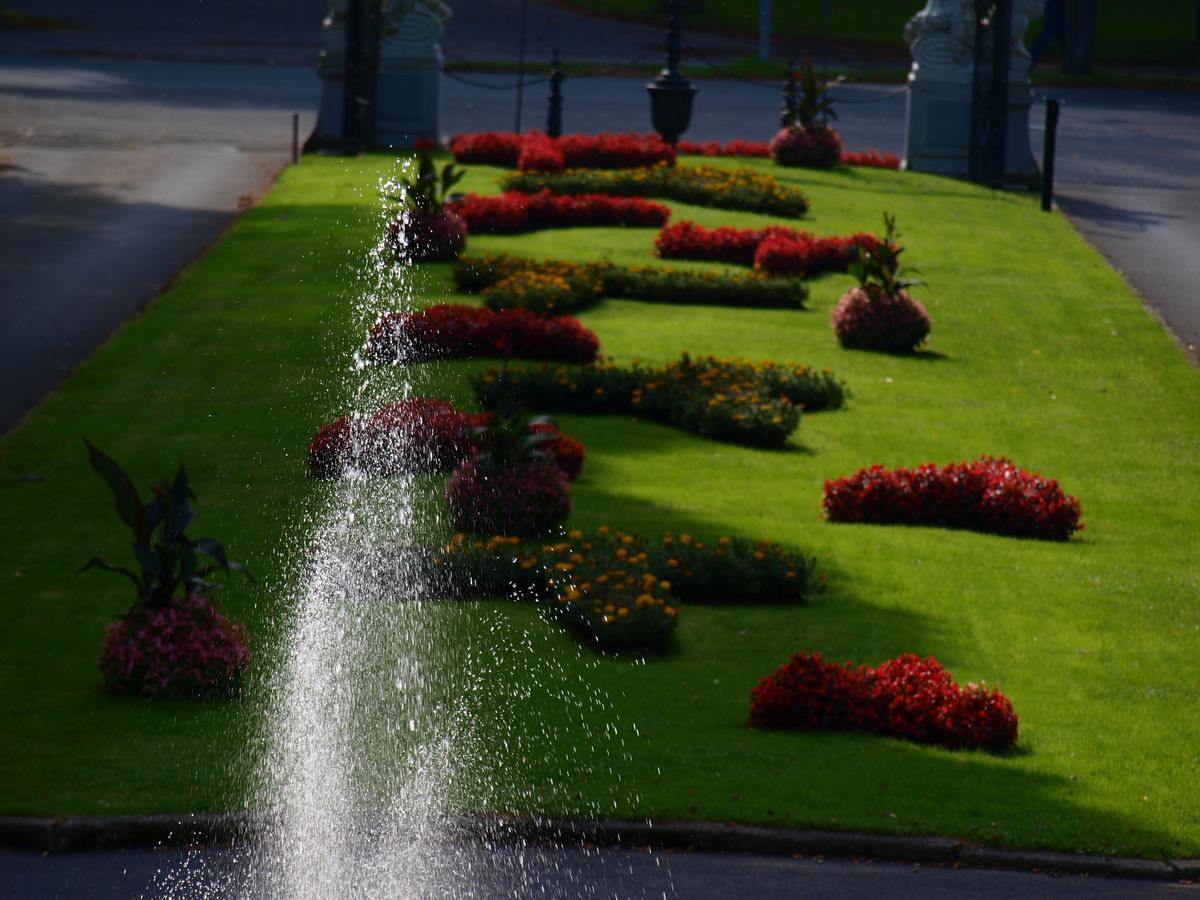
Příjezdová cesta k hotelu

Parkhotel Richmond je památkově chráněný lázeňský hotel v Karlových Varech. Jeho adresa je Slovenská 567/3, 36001 Karlovy Vary.

## Popis
Parkhotel Richmond se nachází na pravém břehu řeky Teplá v lázeňském parku na okraji města jižně od lázeňského centra. V areálu hotelu stojí mj. socha karlovarského jelena v životní velikosti, známého z pověsti „O jelením skoku“. Parkhotel bezprostředně sousedí s dnešním Beethovenovým parkem, kde se nachází lázeňský pavilonek s vlastním pramenem Štěpánka (Stephanie–Quelle) o teplotě 15 °C.
Parkhotel Richmond je obklopen anglickým parkem kdysi zvaným “Schönbrunn” a zahradou v japonském stylu.

## Dějiny

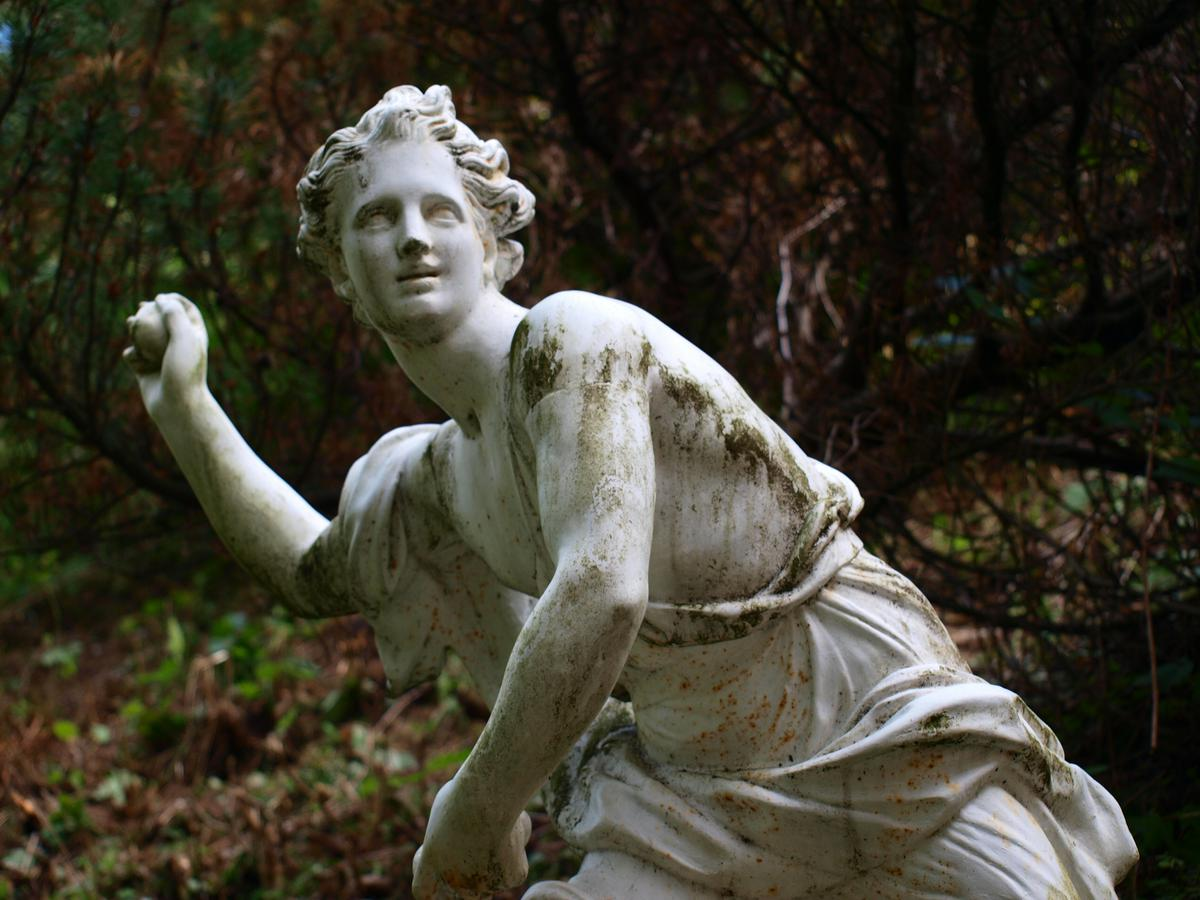
Socha v hotelovém parku

Někdejší Weingruber's Café Park Schönbrunn vzniklo v 50. letech 19. století a v roce 1911 bylo místem konání společné karlovarské výstavy Oskara Kokoschky, pořádané Walterem Sernerem. Budova byla zvýšena v klasicistním slohu a přejmenována na Richmond Park Hotel, v současnosti fugnuje jako Parkhotel Richmond.
Vlastníkem a provozovatelem hotelu byl židovský hoteliér a majitel hotelu Atlantik Alois Klein, který patřil mezi významné postavy veřejného života v Karlových Varech.